# Сасквахана Трејлс (Пенсилванија)
Сасквахана Трејлс (енгл. Susquehanna Trails) насељено је место без административног статуса у америчкој савезној држави Пенсилванија.

## Демографија
По попису из 2010. године број становника је 2.264, што је 130 (6,1%) становника више него 2000. године.
| Група             | 2000.         | 2010.         |
| Белци             | 2.076 (97,3%) | 2.165 (95,6%) |
| Афроамериканци    | 16 (0,7%)     | 20 (0,9%)     |
| Азијати           | 8 (0,4%)      | 5 (0,2%)      |
| Хиспаноамериканци | 19 (0,9%)     | 27 (1,2%)     |
| Укупно            | 2.134         | 2.264         |